# Lostallo
Lostallo es una comuna suiza del cantón de los Grisones, situada en la región de Moesa. Limita al norte con la comuna de Soazza, al este con Menarola (ITA-CO) y Gordona (ITA-SO), al sur con Verdabbio y Cama, y al oeste con Cauco.